# 两河口水库 (随州)
两河口水库是中国湖北省随州市境内的一座水库，位于府河上游漂水东支上，建于1960年。水库正常库容为1052万立方米，集雨面积为23.12平方千米，海拔为122.7米。